# Singa lawrencei
Singa lawrencei là một loài nhện trong họ Araneidae.
Loài này thuộc chi Singa. Singa lawrencei được Roger de Lessert miêu tả năm 1930.